# Adiós (film)
Pour les articles homonymes, voir Adiós et Adios.
Pour plus de détails, voir Fiche technique et Distribution.
Adiós est un film espagnol policier de suspense et d'action réalisé par Paco Cabezas (es), sorti en 2019. Le scénario a été écrit par Carmen Jiménez et José Rodríguez et le film a obtenu trois nominations aux Prix Goya 2020.

## Synopsis
Juan, membre de la famille de délinquants Santos, habitants du quartier difficile de Séville Las 3000 Viviendas (es), est détenu à la prison de Séville. Il obtient une permission de sortie pour se rendre à la communion de sa fille Estrella. Le soir des préparatifs de la communion, Juan, sa femme Eli et Estrellita, qui circulent en voiture, sont violemment percutés pas un véhicule lancé à vive allure qui prend la fuite. Estrellita meurt sur le coup. 
Une rapide enquête policière de terrain fait le lien entre l'accident et un quadruple meurtre de roumains peu avant dans le même quartier. 
Eli, une jeune inspectrice, chargée de l'enquête, soupçonne vite son supérieur Barroso de corruption sur fond d’affrontement des familles Santos et Taboa et de trafic de stupéfiants juteux.
Pendant ce temps, Juan et ses frères enquêtent de leur côté, cherchant à faire justice eux-mêmes pour venger la mort d'Estrella,,.

## Fiche technique
- Réalisateur : Paco Cabezas (es)
- Scénario : Carmen Jiménez, José Rodríguez Suárez
- Producteur : Enrique López Lavigne (es)
- Sociétés de production : Apache Films, La Claqueta PC, Sony Pictures Entertainment (SPE), Movistar+, TVE, ICAA, Junta de Andalucía[3]
- Musique : Zeltia Montes
- Photographie : Pau Esteve
- Montage : Luis de la Madrid (es)
- Genre : Action, aventure, policier, drame et thriller
- Durée : 111 minutes
- Pays : Espagne
- Date de sortie :
  - Espagne : 10 avril 2019

## Distribution
- Mario Casas : Juan Santos, le détenu
- Natalia de Molina : Triana, la femme de Juan
- Ruth Díaz : Eli, la jeune policière
- Carlos Bardem (es) : Manuel Santacana, l'inspecteur de police et collègue d’Eli
- Vicente Romero Sánchez : Andrés Santos
- Mona Martínez (es) : María Santos, la grand-mère
- Paulina Fenoy : Estrella, la fillette
- Mauricio Morales : Chico Santos, le frère de Juan
- Sebastián Haro : le commissaire Barroso

## Histoire du film
Paco Cabezas, établi professionnellement aux États-Unis où il a dirigé avec Nicolas Cage en 2014 le film Tokarev, ainsi qu'un grand nombre d'épisodes de la série télévisée Penny Dreadful, retourna à sa terre natale Séville pour réaliser Adiós, ville dont le quartier difficile Las 3000 Viviendas (es) (Les 3000 logements) fut choisi comme lieu de tournage pour ce drame social et culturel.
José Rodríguez Suárez, livreur de pâtisseries dans les villages de la région de Séville et scénariste, envoya le scénario au réalisateur, Paco Cabezas. Celui-ci, enchanté par le texte, chercha à se mettre en contact avec lui par téléphone. Rodríguez Suárez croyant à un canular de la part de ses amis, avait raccroché le téléphone par deux fois, ne comprenant pas que c'était un appel de Paco Cabezas.
Paco Cabezas, après avoir activement participé aux États-Unis aux séries Into the Badlands, Penny Dreadful et Fear the Walking Dead, rentra dans sa ville natale avec l'expérience acquise lors de ces tournages américains.
Le tournage a commencé le 18 février 2019, en Andalousie, à Séville, où s'est déroulé la majeure partie du film, et s'est déplacé à Malaga pendant deux jours. Il a duré un peu moins de deux mois pour se terminer le 10 avril 2019.
Adiós est sorti en Espagne le 22 novembre 2019.

## Autour du film
Le film, qui présente de nombreuses scènes de violence et de meurtres n'est pas recommandé aux mineurs de moins de 16 ans.

## Bande sonore
La bande sonore originale de Adiós a été écrite par la compositrice Zeltia Montes. 
Au début du film, une scène de musique flamenco est filmée dans la rue.
Le film compte également des chansons espagnoles comme Me quedo contigo du groupe Los Chunguitos, interprétée par Rocío Márquez, Abre la puerta de Triana ou Un largo viaje, écrite par José Rodríguez et Fernando Vacas, interprétée par Rosalía. 
Cette chanson, enregistrée avant le film, comporte des paroles qui semblent faites pour illustrer la trame et les images du film.

## Distinctions
| Catégorie                             | Récepteur         | Résultat |
| ------------------------------------- | ----------------- | -------- |
| Meilleure actrice dans un second rôle | Mona Martínez     | Nommée   |
| Meilleure actrice dans un second rôle | Natalia de Molina | Nommée   |
| Meilleur espoir féminin               | Pilar Gómez       | Nommée   |

| Catégorie                             | Récepteur                           | Résultat    |
| ------------------------------------- | ----------------------------------- | ----------- |
| Meilleure actrice dans un second rôle | Natalia de Molina                   | Récompensée |
| Meilleure actrice dans un second rôle | Mona Martínez                       | Nommée      |
| Meilleure musique                     | Alberto Iglesias                    | Nommé       |
| Meilleur montage                      | Luis de la Madrid Miguel Ange Trudu | Récompensé  |

| Catégorie                             | Récepteur          | Résultat   |
| ------------------------------------- | ------------------ | ---------- |
| Meilleure actrice dans un second rôle | Mona Martínez      | Nommée     |
| Meilleure musique originale           | Zeltia Montes      | Nommée     |
| Meilleure bande-annonce               | Miguel Ángel Trudu | Récompensé |